# دون آیلین
دون آیلین (تلفظ‌شده به صورت [ˌd̪ˠu:nˠ ˈalʲən̠ʲə]) یک مکان تشریفاتی باستانی در تپه کنوک آیلین (Knockaulin) در شهرستان کیلدر در ایرلند است. این محل در جنوب غربی کیلکلن، نزدیک جاده R418 به آتی است. این سایت یک محوطه دایره ای بزرگ است که بیشتر قسمت بالای تپه را پوشش می‌دهد و حدود ۱۳ هکتار بزرگی دارد. در حالی که دیگر چیزی روی سطح زمین قابل مشاهده نیست، تحقیقات باستان‌شناسی نشان می‌دهد که زمانی سازه‌های چوبی دایره ای (یا حلقه‌هایی از چوب‌های عمودی) در داخل محوطه در طول عصر آهن (حدود ۴۰۰ قبل از میلاد - ۴۰۰ پس از میلاد) وجود داشته است.
بر اساس اساطیر ایرلندی، دون آیلین یکی از مکان‌های سلطنتی بزرگ ایرلند گالیک بود و اعتقاد بر این بود که در اوایل قرون وسطی محل اجرای تشریفات پادشاهان لینستر بوده است. با این حال، این منابع مدت‌ها پس از دوران استفاده عمومی از این مکان نوشته شده‌اند، و رابطه این سایت با پادشاهان اولیه قرون وسطی نامشخص است. این مکان شبیه به دیگر مکان‌های سلطنتی تارا (پادشاهان میث)، قلعه ناوان (پادشاهان اولستر) و راثکروگان (پادشاهان کوناخت) است.
این سایت در مالکیت خصوصی است و به روی عموم باز نیست. ارتفاع این تپه ۱۸۳ متر (۶۰۰ فوت) بالاتر از سطح دریا است و از بسیاری از نقاط اطراف قابل مشاهده است. بهترین منظره سایت از حیاط کلیسای اولد کلیکن (جایی که یک برج گرد نیز وجود دارد) است که برای عموم رایگان و آزاد است. دون آیلین را نباید با تپه آیلین (Cnoc Alúine) که در شمال غربی آن قرار دارد، اشتباه گرفت.